# Бузень
Бузень, Бузені (рум. Buzeni) — село у повіті Ботошані в Румунії. Входить до складу комуни Белушень.
Село розташоване на відстані 363 км на північ від Бухареста, 9 км на південний схід від Ботошань, 86 км на північний захід від Ясс.

## Населення
За даними перепису населення 2002 року у селі проживали 498 осіб, усі — румуни. Усі жителі села рідною мовою назвали румунську.